# Brennerpas

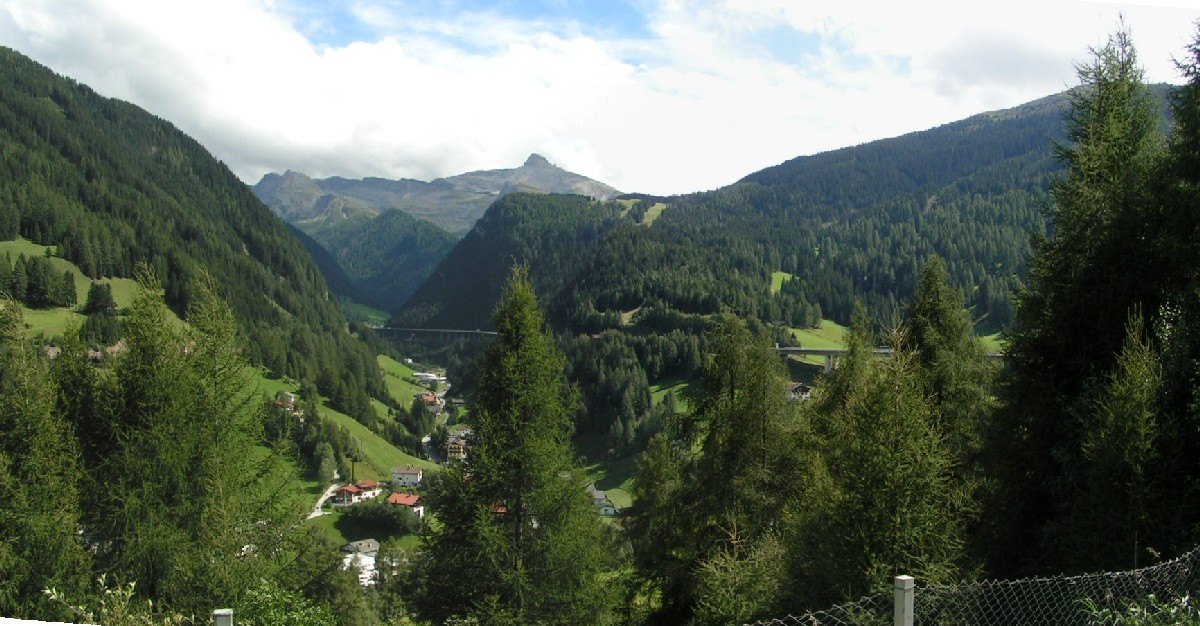
Brennerpas nabij Gries am Brenner, zicht richting Italië

De Brennerpas (Italiaans: Passo del Brennero) is een bergpas door de Tiroler Alpen op de huidige grens tussen Oostenrijk en Italië. Met zijn hoogte van slechts 1375 meter is het de laagste pasovergang over de hoofdkam van de Alpen. Tot de Tauerntunnel in 2010 werd verdubbeld, was de Brennerpas de enige plaats waar een autosnelweg de hoofdkam overgaat zonder (in een lange tunnel) versmald te worden tot 2x1 rijstroken. Deze autosnelweg is de hoogste van de Alpen en een van de hoogste autosnelwegen van Europa, na de Somosierrapas.
De Brennerpas ligt in Tirol, historisch deel uitmakend van het Heilig Roomse Rijk en later Oostenrijk. Omdat de Brennerpas een van de weinige toegankelijke punten in Tirol was waar de Alpen overgestoken konden worden, werd de pas echter ook door Italië opgeëist. In 1919 werd Zuid-Tirol overgedragen aan Italië en is de controle over de pas gedeelde verantwoordelijkheid van de twee landen.
De E45 (Europese weg; in Oostenrijk wordt deze weg ook de A13 genoemd, in Italië de A22) loopt door deze pas en is daarom een belangrijke noord-zuidverbinding in Europa.
De vervuiling van het zware verkeer dat door de vallei rijdt is een belangrijk onderwerp in de regionale en Europese politiek. Veel mensen willen daarom een deel van het verkeer verplaatsen naar de spoorweg die ook door de Brennerpas loopt. In 2007 is begonnen met de bouw van een spoortunnel, de Brennerbasistunnel, naar Zwitsers voorbeeld (Gotthard-Basistunnel en Lötschbergtunnel). Deze tunnel zal omstreeks 2032 klaar zijn en is dan met 55 kilometer de op een-na-langste tunnel ter wereld.
De pas vormt de grens tussen de Rätische Alpen in het westen en de Westelijke Tauern Alpen in het oosten. Ook vormt de pas de scheiding tussen de bekkens van Inn in het noorden en die van de Adige in het zuiden.

## Naamgeving
Er zijn in de loop der tijden meerdere verklaringen voor de naam Brenner gezocht. Het zou te maken kunnen hebben met barnsteenhandel, met de Gallische aanvoerder Brennus die in 387 v.Chr. Rome bedreigde, met de Illyrische stam der Breonen of simpelweg met het afbranden van bossen.

## Brennerpas in muziek
In 1978 bracht de Nederlandse zanger en vrachtwagenchauffeur Henk Wijngaard het liedje 'Met de vlam in de pijp (scheur ik door de Brennerpas)' uit. Ter gelegenheid van het WK voetbal in 1990 nam Die Mannschaft (het Duitse voetbalelftal) met ondersteuning van Udo Jürgens het nummer Wir sind schon auf dem Brenner op.
Agnello · Aprica · Assietta · Baremone · Brenner · Brocon · Cadibona · Capannelle · Campolongo · Costalunga · Croce Dominii · Cuvignone · Duran · Esischie · Falzarego · Fauniera · Fedaia · Finestre · Forcola di Livigno · Foscagno · Gardena · Gavia · Giau · Giogo di Bala · Grote Sint-Bernhard · Jaufen · Joux · Kleine Sint-Bernhard · Lavaze · Leonessa · Lombarda · Maddalena · Manghen · Maniva · Mendel · Montgenèvre · Mont-Cenis · Monte Cristo · Mortirolo · Nigra · Nivolet · Penser Joch · Platigliolepas · Pfitscherjoch · Plöcken · Pordoi · Pratoriscio · Predil · Presolana · Reschen · Rolle · Sampeyre · San Carlo · San Marco · San Pellegrino · San Zeno · Scale · Sella · Sestriere · Sommeiller · Splügen · Staller Sattel · Staulanza · Stelvio · Tenda · Timmelsjoch · Tonale · Tre Croci · Tremalzo · Umbrail · Val Bighera · Valcavera · Valles · Valparola · Via del Sale · Vivione · Würz
Arlberg · Bielerhöhe · Brenner · Fern · Flexen · Gerlos · Großglockner · Hahntennjoch · Katschberg · Kühtai · Pfitscherjoch · Plöcken · Radstädter Tauern · Reschen · Seefeld · Sölk · Staller Sattel · Timmelsjoch · Triebener Tauern · Turracherhöhe · Zeinis